# In den Seeben
Das Naturschutzgebiet In den Seeben liegt in den Landkreisen Hildburghausen und Schmalkalden-Meiningen in Thüringen. Es erstreckt sich südöstlich von Behrungen, einem Ortsteil der Gemeinde Grabfeld. Am südlichen Rand des Gebietes verläuft die Landesgrenze zu Bayern, östlich verläuft die Landesstraße L 3029.

## Bedeutung
Das 133,9 ha große Gebiet mit der NSG-Nr. 259 wurde im Jahr 2000 unter Naturschutz gestellt.